# Paphiopedilum qingyongii
Paphiopedilum qingyongii är en orkidéart som beskrevs av Zhong Jian Liu och L.J.Chen. Paphiopedilum qingyongii ingår i släktet Paphiopedilum och familjen orkidéer. Inga underarter finns listade i Catalogue of Life.